# Malacoscylus elegantulus
Malacoscylus elegantulus là một loài bọ cánh cứng trong họ Cerambycidae.